# باشگاه والیبال آ.ا.ک آتن
باشگاه والیبال آ.ا. ک آتن (انگلیسی: .AEK V.C) یک باشگاه والیبال مستقر در شهر آتن یونان است. این باشگاه در سال ۱۹۸۲ میلادی تأسیس گردید. این باشگاه یکی از باشگاه‌های لیگ والیبال یونان می‌باشد.
فرهاد سال‌افزون بازیکن والیبال ایرانی در این تیم بازی می‌کرده‌است.